# Chaku-ero
Chaku-ero (着エロ) est un terme japonais désignant des photographies érotiques de femmes arborant des vêtements sexys au Japon.
Le mot est dérivé du kanji « chaku » (着) qui veut dire « porter » (kiru) ou « arriver » (tsuku), et « ero » (エロ) qui est l'abréviation d'« érotique ». Chaku-ero est un jeu de mots qui ressemble acoustiquement à chaku-mero (着メロ), littéralement « mélodie d'arrivée », c'est-à-dire la mélodie que l'on peut entendre pour signaler un appel sur un téléphone portable.
Les magazines publiant ce genre de photos sexys sont autorisés à la vente dans un grand nombre de magasins de presse au Japon.